# Zarzma
Zarzma (en georgiano: ზარზმა) es un pueblo de Georgia ubicado en el oeste de la región de Mesjetia-Yavajetia, siendo parte del municipio de Adigueni.

## Geografía
Zarzma está en la margen derecha del río Kvabliani. Cerca hay un pequeño arroyo que lleva el nombre de la reina Tamara de Georgia. El pueblo está a 8 km de Adigueni y a 38 km de Ajaltsije.

## Historia
Durante el período soviético, en Zarzma había una granja de ganado y vegetales. 

## Demografía
La evolución demográfica de Zarzma entre 2002 y 2014 fue la siguiente:
| 394                                             | 321 |
| (Fuente: Population of Georgia in Soviet times) |     |

Según el censo de 2014, los georgianos constituían el 99,7% de la población local.

## Infraestructura

### Arquitectura, monumentos y lugares de interés
La atracción principal de este pueblo es el monasterio de Zarzma, construido en el siglo VIII.